# Vitalij Moskalenko
Vitalij Moskalenko (russisk: Вита́лий Никола́евич Москале́нко) (født 6. oktober 1954 i DDR) er en russisk filminstruktør, manuskriptforfatter og skuespiller.

## Filmografi
- Kitajskij serviz (Китайскій сервизъ, 1999)[1][2]
- Zjizn odna (Жизнь одна, 2003)